# Бахрейн на літніх Олімпійських іграх 1992
Бахрейн на Літніх Олімпійських іграх 1992 року в Барселоні (Іспанія) був представлений командою з 10 спортсменів (одні чоловіки) у двох видах спорту. Жодної медалі не завоював.